# Ditangquan
Ditangquan (地躺拳) è un esercizio di arti marziali cinesi contenente numerose tecniche di caduta. Molti stili possiedono un esercizio con questo nome che però assume caratteristiche e sequenze diverse. Il wushu moderno o sportivo ha codificato diversi taolu sulla base del changquan. 
Secondo l'enciclopedia di Baidu questo stile è anche detto Digongquan 地功拳(Pugilato del Conseguimento al Suolo), Bazhequan 八折拳 (Pugilato degli Otto Cambiamenti di Direzione), o Ditangquan 地趟拳 (Pugilato Che si sposta al suolo). Qin Yanbo riporta anche il nome Jiudi Shiba Gun 就地十八滚 (Diciotto rotolamenti diretti al suolo)

## Stili
Uno stile con questo nome sarebbe stato praticato durante il periodo della dinastia Song Meridionale nello Shandong, per poi diffondersi in ogni parte della Cina, esso viene chiamato anche digongquan (地功拳). Il nome antico è Jiugun shiba die (九滚十八跌). Se ne trovano tracce nel libro “Xu wenxian tong kao 续文献通考” scritto da Wang Qi (王圻) durante la dinastia Ming. Anche nel famigerato Jixiao Xinshu ci sarebbe un riferimento al Ditangquan, che viene visto nella frase: Shandong...Qiandie Zhang zhi die 山东...千跌张之跌, cioè Nello Shandong delle Cadute è Zhang detto Mille Cadute. 
Alcuni stili vanno sotto il nome generico di Ditangquan. Si tratta di:
- dixingquan (地行拳)
- gouquan (狗拳)

## Genealogie
Il libro Ditangquan riporta un albero genealogico con cinque generazioni che si dipartono da Heng Daqiang 恒大枪 di Beiping in due ramificazioni, rispettivamente in Shandong ed Hebei. Alla seconda generazione nel ramo dello Shandong è posto Ba Douniu 霸斗牛 ed in quello dell'Hebei Su Guangtai 苏广泰.

## Sequenze
La voce dell'enciclopedia dell'Istituto Confucio riporta questo elenco di taolu a mano nuda: Ditangquan 地趟拳, Jingang Ditang 金刚地趟, Digong Shiba Gun 地功十八滚, Baxian Digong 八仙地功, Shiba Lianzhu 十八连珠, Ditang Chang, Zhong e Duan 地趟长-中-短, Bazhequan 八折拳, ecc. e questi con armi Digongdao 地功刀, Guntangdao 滚趟刀, Gunlongqiang 滚龙枪, ecc.